# Isländische Fußballmeisterschaft 1946
Die isländische Fußballmeisterschaft 1946 war die 35. Spielzeit der höchsten isländischen Fußballliga.
Es nahmen sechs Teams am Bewerb teil, in dem jede Mannschaft jeweils einmal auf jede andere traf. Fram Reykjavík gewann seine insgesamt zwölfte Meisterschaft.

## Abschlusstabelle
| Pl. | Verein              | Sp. | S | U | N | Tore    | Quote | Punkte |
| --- | ------------------- | --- | - | - | - | ------- | ----- | ------ |
| 1.  | Fram Reykjavík      | 5   | 4 | 1 | 0 | 017:100 | 1,70  | 09:10  |
| 2.  | KR Reykjavík        | 5   | 3 | 1 | 1 | 016:900 | 1,78  | 07:30  |
| 3.  | Valur Reykjavík (M) | 5   | 3 | 1 | 1 | 011:700 | 1,57  | 07:30  |
| 4.  | Víkingur Reykjavík  | 5   | 0 | 3 | 2 | 011:150 | 0,73  | 03:70  |
| 5.  | ÍA Akranes          | 5   | 0 | 2 | 3 | 006:130 | 0,46  | 02:80  |
| 6.  | ÍBA Akureyri        | 5   | 0 | 2 | 3 | 006:130 | 0,46  | 02:80  |

| (M) | amtierender isländischer Meister |

### Kreuztabelle
Die Kreuztabelle stellt die Ergebnisse aller Spiele dieser Saison dar. Die Heimmannschaft ist in der ersten Spalte aufgelistet, die Gastmannschaft in der obersten Reihe. Die Ergebnisse sind immer aus Sicht der Heimmannschaft angegeben.
|                    | Fram Reykjavík | KR Reykjavík |     | Víkingur Reykjavík | ÍA Akranes | ÍBA Akureyri |
| Fram Reykjavík     |                | 3:1          | 2:1 | 5:5                | 4:1        | 3:2          |
| KR Reykjavík       | –              |              | 3:3 | 4:1                | 4:1        | 4:1          |
| Valur Reykjavík    | –              | –            |     | 2:1                | 2:1        | 3:0          |
| Víkingur Reykjavík | –              | –            | –   |                    | 2:2        | 2:2          |
| ÍA Akranes         | –              | –            | –   | –                  |            | 1:1          |
| ÍBA Akureyri       | –              | –            | –   | –                  | –          |              |